# 熊野健
熊野 健（くまの たけし、1977年 - ）は、日本のスポールブール選手。

## 経歴
2014年（平成26年）に、スポールブール選手の豊田想が出演していたラジオ番組を聞いたことがきっかけで、2015年（平成27年）にスポールブールの体験会に参加し、競技を始めた。当時38歳であった。
2015年（平成27年）の日本選手権で準優勝し、翌年の2016年（平成28年）の日本選手権で優勝。2017年（平成29年）の世界選手権で、日本代表選手となる。代表選手として出場した2019年（令和元年）5月のアジア・オセアニア選手権では、シングルで3位となる。2021年（令和3年）の日本選手権では3冠を果たし、2022年（令和4年）の世界選手権も日本代表として出場している。

## 人物
東京都清瀬市の職員として、清瀬市役所に勤務している。